# Bargain Hunters
Bargain Hunters es un programa de concursos de televisión estadounidense. El programa contó con seis concursantes que compitieron en una variedad de juegos que incluían ofertas o precios reducidos en mercadería; también combinó elementos de compras desde casa al ofrecer productos a la venta a los espectadores desde sus hogares. Creado por Merrill Heatter, el programa fue presentado por Peter Tomarken y tuvo a Dean Goss como locutor. Se estrenó el 6 de julio de 1987 en American Broadcasting Company (ABC). El programa recibió una recepción crítica generalmente negativa y bajos índices de audiencia, y fue cancelado en septiembre de 1987.

## Formato
Bargain Hunters combina elementos de un programa de concursos y de compras desde casa. Seis concursantes compiten durante todo el juego, dos en cada uno de los tres juegos diferentes, donde intentan determinar si el valor de un artículo es una «ganga» o está reducido respecto de su precio minorista real. El ganador de cada juego pasa a la ronda final del programa, conocida como la Ronda de Súper Ahorradores.
En la primera ronda, conocida como el concurso de ofertas, el anfitrión hace preguntas de trivia sobre el valor de un artículo, como «Si hubieras comprado una de las muñecas Cabbage Patch Kids originales en 1983, ¿habrías conseguido una ganga por $48?». Responder la pregunta correctamente otorga un punto, mientras que responder incorrectamente otorga un punto al oponente. El primer concursante que alcance tres puntos ganará un premio que se entregará al inicio de la ronda.
Se seleccionan dos nuevos concursantes para la segunda ronda, llamada la Trampa de la Oferta. Los concursantes recibirán un conjunto de cinco premios. Cuatro de ellos se reducen en valor y uno, conocido como «trampa», aumenta en valor. Los concursantes se turnan para elegir premios que consideran de valor reducido. Un concursante que elige la «trampa» es eliminado inmediatamente de la ronda. Si ambos concursantes logran elegir los cuatro premios sin elegir la «trampa», se les pide que escriban la cantidad por la cual creen que el precio de la «trampa» fue sobrevaluado; el concursante que esté más cerca gana la ronda y todos los premios acumulados.
Para la tercera ronda, Bargain Busters, a un tercer par de concursantes se le muestra un premio y la opción de elegir entre tres precios diferentes, de los cuales solo uno es el valor real. Los concursantes eligen luego el precio que consideran correcto presionando un botón en su podio. Adivinar correctamente otorga un punto; el primer concursante que alcance tres puntos gana todos los premios que haya adivinado correctamente y pasa a la ronda final del juego junto con los dos ganadores de las rondas anteriores. Entre cada una de las tres primeras rondas, se presenta mercancía de cada ronda para la venta a precio reducido para los espectadores en casa, quienes pueden llamar a un número gratuito para comprar los artículos.
La ronda final del juego se conoce como la Ronda de Súper Ahorros. Los ganadores de las tres primeras rondas recibirán siete artículos, cada uno con un precio rebajado respecto de su precio minorista real. Los tres concursantes eligen los tres artículos cuyo precio consideran más reducido que el real. Después, a cada concursante se le muestra la cantidad en la que se ha reducido cada premio que ha seleccionado; el concursante que haya ahorrado más dinero de esta manera gana el juego y recibe un premio adicional.

## Desarrollo
Bargain Hunters fue creado por Merrill Heatter para Merrill Heatter Productions. El programa grabó sus episodios en Hollywood Center Studios (ahora conocido como Sunset Las Palmas Studios) en Los Ángeles, California. El presentador del programa fue Peter Tomarken, también conocido por Hit Man y Press Your Luck. Dean Goss fue el locutor, Jerome Shaw fue el director y Score Productions compuso la música. El programa se emitió del 6 de julio de 1987 al 4 de septiembre de 1987 en American Broadcasting Company (ABC).
Según David Baber en Television Game Show Hosts: Biographies of 32 Stars, Tomarken recordó que las audiencias de prueba reaccionaron positivamente a su presentación, pero negativamente al formato del programa. Además, Tomarken señaló que, a diferencia de otros programas de concursos de la época, Bargain Hunters no requería que los potenciales concursantes hicieran una prueba o jugaran un juego de práctica primero. Durante su existencia, Bargain Hunters fue el programa diurno con menor audiencia en la televisión abierta. Como resultado de sus bajos índices de audiencia, ABC la canceló en septiembre de 1987 y la reemplazó por Home. El columnista Gary Deeb atribuyó el fracaso del programa a que la «moda» de las compras desde casa se volvió menos popular con el tiempo.

## Recepción
En un artículo para United Press International, Mark Schwed se mostró muy desfavorable hacia varias facetas del concepto del programa y lo describió como algo que tenía «todos los rasgos más irritantes de los programas de concursos». Schwed percibió los productos del programa como «nada más que basura», criticó la forma de presentar a Tomarken y el anuncio de Goss, y también criticó la naturaleza de las preguntas de trivia en la primera ronda del programa. También calificó el formato como «una mala imitación de otros en el género». Rick Bentley de The Town Talk también fue negativo hacia el formato del programa, llamándolo un «anuncio publicitario de 30 minutos apenas disimulado» y considerando su modo de juego derivada de The Price Is Right. Lynn Hoogenboom, en una columna reimpresa en Citizens' Voice, también observó que la estructura del programa tenía similitudes con The Price Is Right, pero también pensó que el enfoque central del programa en las «gangas» le daba potencial. La escritora del San Francisco Examiner, Joyce Millman, compartió una opinión similar y calificó la combinación de formatos de «astuta».